# Angelica Garnett
Angelica Vanessa Garnett (geborene Bell; * 25. Dezember 1918 im Charleston Farmhouse, Sussex, England; † 4. Mai 2012 in Aix-en-Provence, Frankreich) war eine britische Autorin und Künstlerin. Die Nichte der Schriftstellerin Virginia Woolf entstammte dem Kreis der Bloomsbury Group.

## Leben und Werk
Angelica Vanessa Garnett war die Tochter der Malerin Vanessa Bell (geborene Stephen), der Schwester der Schriftstellerin Virginia Woolf, und ihres Ehemanns Clive Bell. Ihr biologischer Vater war jedoch der homosexuelle Maler Duncan Grant, mit dem ihre Mutter eine Liebesbeziehung hatte. Clive Bell zeigte dafür Verständnis und erlaubte bereitwillig, dass Angelica seinen Namen tragen und ihn als Vater betrachten solle, damit sie nicht von seiner konservativen Familie enterbt würde. Über ihre wahre Abstammung erfuhr Angelica erst im Alter von siebzehn Jahren, obwohl sie zusammen mit Grant und ihrer Mutter im Charleston Farmhouse lebte, wo sie auch aufgewachsen war. Als kleines Kind war Angelica kränklich und hatte keine direkte Bezugsperson, genoss allerdings die ungeteilte Bewunderung ihres ausschließlich aus Erwachsenen bestehenden „Elternhauses“. So hatte sie mit Roger Fry, der ebenfalls ein Liebhaber ihrer Mutter war, einen großväterlichen Freund und zwei wesentlich ältere Halbbrüder: den Poeten Julian Bell, der 1937 im spanischen Bürgerkrieg fiel, und den späteren Kunsthistoriker Quentin Bell (1910–1996).

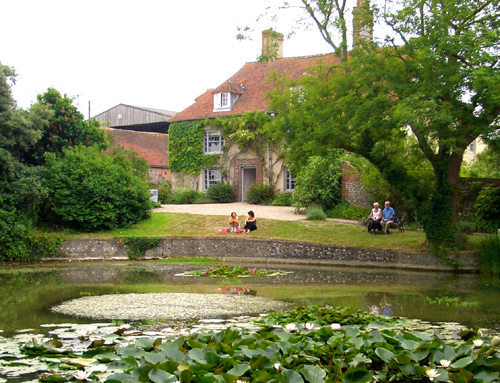
Charleston Farmhouse

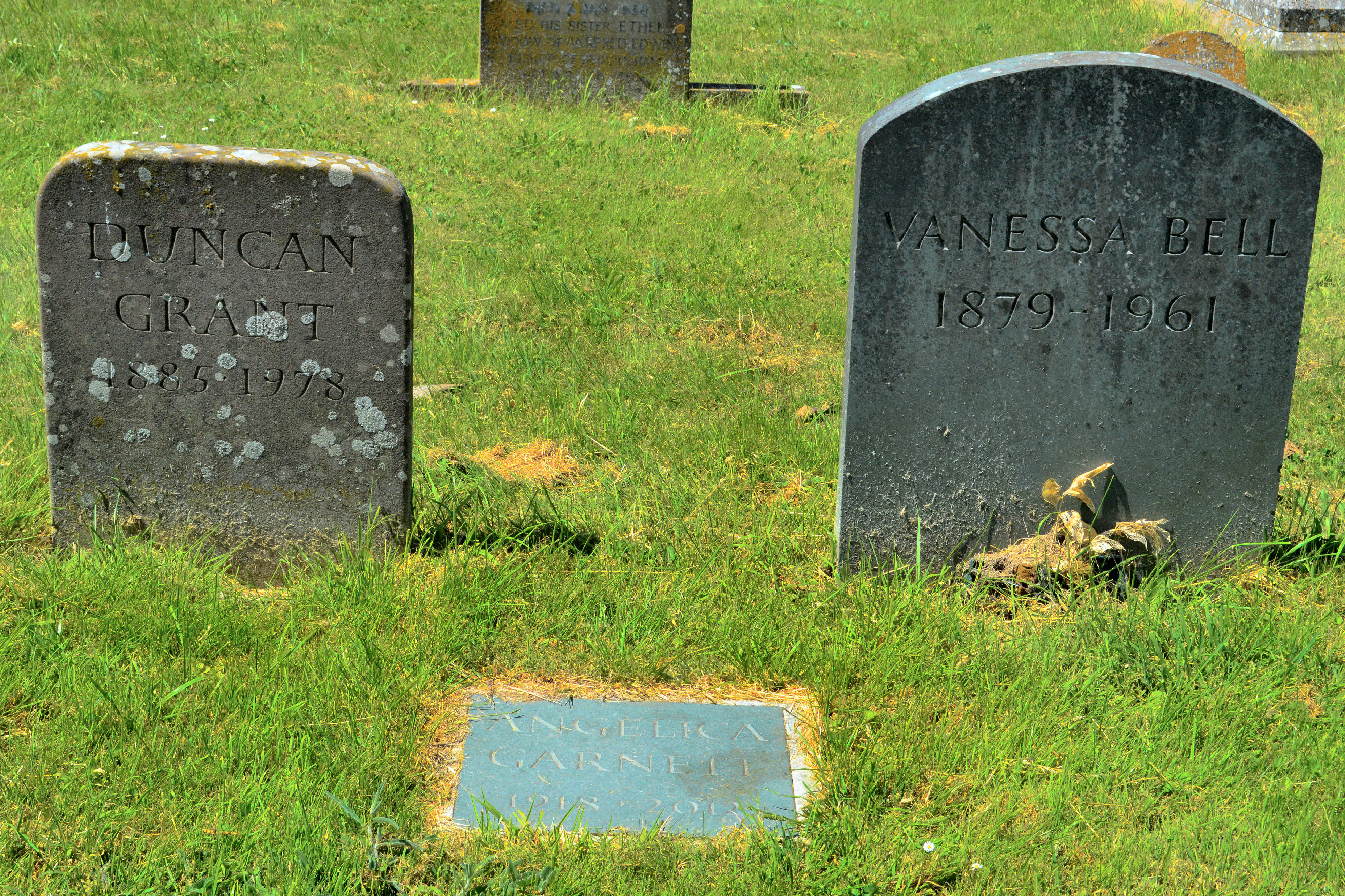
Grabsteine von Duncan Grant und Vanessa Bell sowie eine Gedenkplatte für Angelica Garnett in St Peters Church, Firle, East Sussex

Angelica besuchte ab 1929 die Longford Grove School in Essex, befasste sich bevorzugt mit Kunst, Literatur und Geschichte und unternahm Reisen nach Paris und Rom. Trotz Widerspruchs der Eltern heiratete sie 1942 den Schriftsteller David Garnett, der zuvor wiederum eine Beziehung mit ihrem Vater Duncan Grant gehabt hatte. Aus der Ehe gingen vier Töchter hervor: die Schauspielerin Amaryllis Virginia (1943–1973), die Schriftstellerin Henrietta Catherine Vanessa (* 1945) und die 1946 geborenen Zwillinge Nerissa Stephen († 2004), Malerin, Fotografin und Keramikerin, und Frances, genannt „Fanny“. Die Ehe mit Garnett zerfiel schließlich und wurde 1961 geschieden; im gleichen Jahr verstarb die Mutter Vanessa, und Angelica verbrachte viel Zeit mit ihrem Vater Duncan in Charleston. Als dieser 1978 starb, übernahm Angelica den Charleston Trust, verwaltete das Familienarchiv und machte das Anwesen der Öffentlichkeit als Museum zugänglich.
Angelica Garnett lebte die letzten 30 Jahre ihres Lebens in Forcalquier im Süden Frankreichs. Sie starb im Alter von 93 Jahren.
Das Hauptwerk von Angelica Garnett sind die 1984 erschienenen Memoiren Deceived with Kindness (deutscher Titel „Freundliche Täuschungen“), die sich mit ihrer orientierungslosen, manchmal belastenden Kindheit in einem von offenen Beziehungen bestimmten, promisken Elternhaus auseinandersetzen. Ihre etwas bittere Betrachtung der populären Künstler Bell, Grant und Woolf sowie der Bloomsbury Group im Allgemeinen wurde von der Öffentlichkeit kontrovers aufgenommen.

## Veröffentlichungen
- Deceived with Kindness; bei Random House UK, Neuauflage 1995, ISBN 0-7126-6266-9
- Freundliche Täuschungen; deutsche Übersetzung bei Fischer Taschenbücher, Frankfurt 1993, ISBN 3-596-11428-4